# VM i curling 2007 (kvinder)
| Samlet rangering | Samlet rangering |
| ---------------- | ---------------- |
| Guld             | Canada           |
| Sølv             | Danmark          |
| Bronze           | Skotland         |
| 4.               | USA              |
| 5.               | Schweiz          |
| 6.               | Sverige          |
| 7.               | Kina             |
| 8.               | Tyskland         |
| 8.               | Japan            |
| 8.               | Rusland          |
| 11.              | Tjekkiet         |
| 12.              | Italien          |

Verdensmesterskabet i curling 2007 for kvinder var det 29. VM i curling for kvinder gennem tiden. Mesterskabet blev arrangeret af World Curling Federation og afviklet i Aomori, Japan i perioden 17. – 25. marts 2007.
Mesterskabet gjaldt som den første af tre kvalifikationsturneringer til de olympiske vinterlege 2010 i Vancouver.
De tolv deltagende hold spillede først alle-mod-alle (round robin-kampe), hvilket gav elleve kampe til hvert hold. De fire bedste hold efter round robin-kampene, Canada, Danmark, Skotland og USA, gik videre til slutspillet om medaljer, der blev afgjort som et Page playoff.
I playoff 3/4 vandt Skotland over USA, hvilket betød at USA sluttede som nr. 4. I playoff 1/2 vandt Canada over Danmark, og dermed gik Canada direkte i finalen. Modstanderen i finalen blev Danmark, der vandt 9-6 over Skotland i kampen om den anden finaleplads – danskerne leverede et bemærkelsesværdigt comeback efter undervejs at have været bagud 2-6 efter seks ender. Finalen blev altså en gentagelse af playoff 1/2 mellem Canada og Danmark, og resultatet blev også en gentagelse: Canada vandt finalen 8-4 og dermed verdensmesterskabet for 14. gang.
Danmark blev fornemt repræsenteret af et hold fra Tårnby CC med skipper Angelina Jensen i spidsen. Holdet vandt overraskende sølvmedaljer, og præstationen var dermed den bedste danske indsats ved curling-VM siden 1998, hvor et hold fra Hvidovre CC med Helena Blach Lavrsen som kaptajn også vandt sølv.

## Hold og deltagere
Mesterskabet havde deltagelse af tolv hold, otte fra Europa, to fra Stillehavsregionen (Østasien og Oceanien) og to fra Amerika.
- Fra Europa deltog de syv bedste hold fra EM i curling 2006, Rusland, Italien, Schweiz, Skotland, Tyskland, Sverige og Danmark. Den sidste plads blev besat af Tjekkiet, der endte som nr. 8 ved EM og som efterfølgende slog vinderen af B-EM, Østrig, i to ekstra kvalifikationskampe.
- Fra Stillehavsregionen deltog værtslandet Japan samt Kina, der kvalificerede sig ved at vinde Stillehavsmesterskabet i 2006.
- Fra Amerika deltog Canada og USA.

| Canada                                                                                                 | Danmark                                                                                                   | Italien | Japan                                                                                              |
| --- | --- | --- | -------------------------------------------------------------------------------------------------- |
| Kelowna CC                                                                                             | Tårnby CC                                                                                                 | CC Olimipa Ladies                                                                                                 | Aomori CC                                                                                          |
| Skip Kelly Scott Third Jeanna Schraeder Second Sasha Carter Lead Renee Simons Alternate Michelle Allen | Fourth Madeleine Dupont Third Denise Dupont Skip Angelina Jensen Lead Camilla Jensen Alternate Ane Hansen | Skip Diana Gaspari Third Giulia Lacedelli Second Georgia Apollonio Lead Violetta Caldart Alternate Electra de Col | Skip Moe Meguro Third Mari Motohashi Second Mayo Yamaura Lead Sakurado Terada Alternate Asuka Yogo |
| Kina                                                                                  | Rusland | Schweiz | Skotland                                                                                            |
| ------------------------------------------------------------------------------------- | --- | --- | --------------------------------------------------------------------------------------------------- |
| Harbin CC                                                                             | Moskvitch CC | Dübendorf CC | Dun CC                                                                                              |
| Fourth Yin Liu Skip Bingyu Wang Second Qingshuang Yue Lead Yan Zhou Alternate Yue Sun | Skip Ludmila Privivkova Third Olga Jarkova Second Nkeiruka Ezekh Lead Ekaterina Galkina Alternate Margarita Fomina | Skip Silvana Tirinzoni Third Esther Neuenschwander Second Anna Neuenschwander Lead Sandra Attinger Alternate Mirjam Ott | Skip Kelly Wood Third Jackie Lockhart Second Lorna Vevers Lead Lindsay Wood Alternate Karen Addison |
| Sverige                                                                                             | Tjekkiet | Tyskland                                                                                               | USA |
| --------------------------------------------------------------------------------------------------- | --- | --- | --- |
| Härnösands CK                                                                                       | Savona Praha CC | SC Riessersee                                                                                          | Madison CC |
| Skip Anette Norberg Third Eva Lund Second Cathrine Lindahl Lead Anna Svärd Alternate Ulrika Bergman | Skip Hana Synáčková Third Lenka Danielisova Second Lenka Kucerova Lead Karolina Pilaròvá Alternate Michala Souhradová | Skip Andrea Schöpp Third Monika Wagner Second Anna Hartelt Lead Marie Rotter Alternate Theresa Wallner | Skip Debbie McCormick Third Allison Pottinger Second Nicole Joraanstad Lead Natalie Nicholson Alternate Maureen Brunt |

## Resultater

### Round robin
| Dato  | Tid          | Kamp               | Res. |
| ----- | ------------ | ------------------ | ---- |
| 17.3. | Draw 1 10:00 | USA - Danmark      | 11-6 |
| 17.3. | Draw 1 10:00 | Schweiz - Canada   | 4-7  |
| 17.3. | Draw 1 10:00 | Japan - Tyskland   | 7-5  |
| 17.3. | Draw 1 10:00 | Kina - Rusland     | 5-4  |
| 17.3. | Draw 2 15:00 | Tyskland - Canada  | 1-9  |
| 17.3. | Draw 2 15:00 | Danmark - Rusland  | 10-5 |
| 17.3. | Draw 2 15:00 | Tjekkiet - Italien | 11-1 |
| 17.3. | Draw 2 15:00 | Skotland - Sverige | 5-7  |
| 17.3. | Draw 3 20:00 | Skotland - Schweiz | 8-7  |
| 17.3. | Draw 3 20:00 | Italien - USA      | 6-11 |
| 17.3. | Draw 3 20:00 | Sverige - Kina     | 7-6  |
| 17.3. | Draw 3 20:00 | Tjekkiet - Japan   | 3-6  |

| Dato  | Tid          | Kamp               | Res. |
| ----- | ------------ | ------------------ | ---- |
| 18.3. | Draw 4 10:00 | Canada - Sverige   | 7-5  |
| 18.3. | Draw 4 10:00 | Danmark - Tjekkiet | 8-0  |
| 18.3. | Draw 4 10:00 | Rusland - Skotland | 8-9  |
| 18.3. | Draw 4 10:00 | Tyskland - Italien | 7-4  |
| 18.3. | Draw 5 15:00 | Japan - Rusland    | 6-7  |
| 18.3. | Draw 5 15:00 | Kina - Tyskland    | 8-1  |
| 18.3. | Draw 5 15:00 | USA - Canada       | 4-8  |
| 18.3. | Draw 5 15:00 | Schweiz - Danmark  | 6-10 |
| 18.3. | Draw 6 20:00 | Italien - Kina     | 5-7  |
| 18.3. | Draw 6 20:00 | Scotland - Japan   | 9-3  |
| 18.3. | Draw 6 20:00 | Tjekkiet - Schweiz | 7-11 |
| 18.3. | Draw 6 20:00 | Sverige - USA      | 7-3  |

| Dato  | Tid          | Kamp               | Res. |
| ----- | ------------ | ------------------ | ---- |
| 19.3. | Draw 7 10:00 | Tjekkiet - USA     | 4-7  |
| 19.3. | Draw 7 10:00 | Sverige - Schweiz  | 6-8  |
| 19.3. | Draw 7 10:00 | Italien - Japan    | 5-6  |
| 19.3. | Draw 7 10:00 | Skotland - Kina    | 6-5  |
| 19.3. | Draw 8 15:00 | Danmark - Skotland | 9-6  |
| 19.3. | Draw 8 15:00 | Canada - Italien   | 9-0  |
| 19.3. | Draw 8 15:00 | Tyskland - Sverige | 5-4  |
| 19.3. | Draw 8 15:00 | Rusland - Tjekkiet | 8-6  |
| 19.3. | Draw 9 20:00 | Schweiz - Tyskland | 8-3  |
| 19.3. | Draw 9 20:00 | USA - Rusland      | 9-6  |
| 19.3. | Draw 9 20:00 | Kina - Danmark     | 6-7  |
| 19.3. | Draw 9 20:00 | Japan - Canada     | 6-8  |

| Dato  | Tid           | Kamp                | Res. |
| ----- | ------------- | ------------------- | ---- |
| 20.3. | Draw 10 10:00 | Kina - Canada       | 5-6  |
| 20.3. | Draw 10 10:00 | Japan - Danmark     | 3-8  |
| 20.3. | Draw 10 10:00 | Schweiz - Rusland   | 6-7  |
| 20.3. | Draw 10 10:00 | USA - Tyskland      | 8-7  |
| 20.3. | Draw 11 15:00 | Sverige - Japan     | 10-6 |
| 20.3. | Draw 11 15:00 | Tjekkiet - Kina     | 3-7  |
| 20.3. | Draw 11 15:00 | Skotland - USA      | 12-6 |
| 20.3. | Draw 11 15:00 | Italien - Schweiz   | 2-12 |
| 20.3. | Draw 12 20:00 | Rusland - Italien   | 11-4 |
| 20.3. | Draw 12 20:00 | Tyskland - Skotland | 4-9  |
| 20.3. | Draw 12 20:00 | Canada - Tjekkiet   | 8-2  |
| 20.3. | Draw 12 20:00 | Danmark - Sverige   | 9-8  |

| Dato  | Tid           | Kamp                | Res. |
| ----- | ------------- | ------------------- | ---- |
| 21.3. | Draw 13 10:00 | Danmark - Tyskland  | 11-7 |
| 21.3. | Draw 13 10:00 | Rusland - Canada    | 5-10 |
| 21.3. | Draw 13 10:00 | Schweiz - Japan     | 8-4  |
| 21.3. | Draw 13 10:00 | Kina - USA          | 3-10 |
| 21.3. | Draw 14 15:00 | USA - Schweiz       | 9-5  |
| 21.3. | Draw 14 15:00 | Italien - Sverige   | 1-12 |
| 21.3. | Draw 14 15:00 | Tjekkiet - Skotland | 2-7  |
| 21.3. | Draw 15 20:00 | Japan - Kina        | 4-6  |
| 21.3. | Draw 15 20:00 | Sverige - Tjekkiet  | 6-8  |
| 21.3. | Draw 15 20:00 | Canada - Danmark    | 8-1  |
| 21.3. | Draw 15 20:00 | Tyskland - Rusland  | 8-7  |

| Dato  | Tid           | Kamp                | Res. |
| ----- | ------------- | ------------------- | ---- |
| 22.3. | Draw 16 10:00 | Skotland - Italien  | 7-9  |
| 22.3. | Draw 16 10:00 | Japan - USA         | 7-1  |
| 22.3. | Draw 16 10:00 | Schweiz - Kina      | 9-4  |
| 22.3. | Draw 17 15:00 | Tyskland - Tjekkiet | 6-4  |
| 22.3. | Draw 17 15:00 | Rusland - Sverige   | 7-9  |
| 22.3. | Draw 17 15:00 | Danmark - Italien   | 4-8  |
| 22.3. | Draw 17 15:00 | Canada - Skotland   | 5-7  |

Efter round robin-kampene var stillingen blandt de tolv hold følgende:
| Plac. | Hold     | Sejre | Nederlag |
| ----- | -------- | ----- | -------- |
| 1.    | Canada   | 10    | 1        |
| 2.    | Danmark  | 8     | 3        |
| 3.    | Skotland | 8     | 3        |
| 4.    | USA      | 7     | 4        |
| 5.    | Schweiz  | 6     | 5        |
| 6.    | Sverige  | 6     | 5        |
| 7.    | Kina     | 5     | 6        |
| 8.    | Tyskland | 4     | 7        |
|       | Japan    | 4     | 7        |
|       | Rusland  | 4     | 7        |
| 11.   | Tjekkiet | 2     | 9        |
| 12.   | Italien  | 2     | 9        |
Danmark blev placereret foran Skotland, fordi Danmark vandt den indbyrdes kamp mellem de to hold. 
Canada og Danmark gik videre til playoff 1/2, mens Skotland og USA gik videre til playoff 3/4.

### Slutspil
Slutspillet om guld-, sølv- og bronzemedaljer blev afviklet som et Page playoff.
| Playoff 3/4 | 1 | 2 | 3 | 4 | 5 | 6 | 7 | 8 | 9 | 10 | EE | Total |
| ----------- | - | - | - | - | - | - | - | - | - | -- | -- | ----- |
| Skotland    | 0 | 1 | 4 | 0 | 2 | 0 | 1 | 0 | 3 | X  | -  | 11    |
| USA         | 0 | 0 | 0 | 1 | 0 | 2 | 0 | 2 | 0 | X  | -  | 5     |

| Playoff 1/2 | 1 | 2 | 3 | 4 | 5 | 6 | 7 | 8 | 9 | 10 | EE | Total |
| ----------- | - | - | - | - | - | - | - | - | - | -- | -- | ----- |
| Canada      | 1 | 0 | 2 | 2 | 1 | 0 | 5 | 0 | X | X  | -  | 11    |
| Danmark     | 0 | 1 | 0 | 0 | 0 | 1 | 0 | 1 | X | X  | -  | 3     |

| Semifinale | 1 | 2 | 3 | 4 | 5 | 6 | 7 | 8 | 9 | 10 | EE | Total |
| ---------- | - | - | - | - | - | - | - | - | - | -- | -- | ----- |
| Danmark    | 0 | 1 | 0 | 0 | 1 | 0 | 2 | 2 | 1 | 2  | -  | 9     |
| Skotland   | 1 | 0 | 3 | 1 | 0 | 1 | 0 | 0 | 0 | 0  | -  | 6     |

| Finale  | 1 | 2 | 3 | 4 | 5 | 6 | 7 | 8 | 9 | 10 | EE | Total |
| ------- | - | - | - | - | - | - | - | - | - | -- | -- | ----- |
| Canada  | 2 | 0 | 1 | 0 | 1 | 1 | 2 | 0 | 1 | X  | -  | 8     |
| Danmark | 0 | 1 | 0 | 2 | 0 | 0 | 0 | 1 | 0 | X  | -  | 4     |

Dermed endte USA som nr. 4, og Skotland vandt bronzemedaljer. Sølvmedaljerne gik til Danmark, og guldmedaljerne til Canada.